# Liolaemus forsteri
Liolaemus forsteri este o specie de șopârle din genul Liolaemus, familia Tropiduridae, descrisă de Raymond Ferdinand Laurent în anul 1982. Conform Catalogue of Life specia Liolaemus forsteri nu are subspecii cunoscute.